# Zamia meermanii
Zamia meermanii — вид голонасінних рослин класу Саговникоподібні (Cycadopsida).
Етимологія: видовий епітет в честь Дана Мєрмана (Jan Meerman), який відкрив даний вид.

## Опис
Стебла від кулястих до циліндричних, до 27 см в довжину і 18 см в ширину, поодинокі або іноді розгалужені на більш старих рослинах. Листя 1–3 на стеблі, повисле, довжиною 42–146.5 см. Черешок 26–60 см завдовжки з покручено-опухлою основою шириною 2–3 см, без колючок або з численними колючками (50+). Хребет завдовжки від 50 до 109 см, без колючок або з кількома колючками (<20). Листових фрагментів 7–23 пар на листу дорослих рослин, розташовані 3–8 см один від одного, від оберненояйцеподібних до оберненоланцетовидих або вузько-довго-довгасті, шкірясті, завдовжки 12.5–32 см, 3,4–7,5 см у ширину. Пилкові шишки циліндричні, поодинокі, прямовисні в кінці терміну дозрівання, довжиною 12–20 см, 6–7 см діаметром, від жовто-коричневих до світло-коричневих повстяних від молодості до зрілості; плодоніжка 8–12 см завдовжки, шириною 1,5–3 см, від коричневої до коричнево-повстяної. Насіння з саркотестою яйцевидно-пірамідальні, червоні в зрілості, завдовжки 2,0–2,5 см, шириною 1–1,2 см.

## Поширення, екологія
Ендемік районів Кайо та Беліз у Белізі. Росте в сезонно сухих тропічних вічнозелених широколистяних рівнинних лісах на крутих карстових пагорбах, досягаючи висоти до 200 м. Ці ліси напів-листяні, причому більше половини з дерев, що знаходяться голі, принаймні, один місяць, протягом сухого сезону, і кілька видів голі протягом чотирьох місяців в році. Цей напів-листяний характер означає, що кількість світла, що потрапляє на лісову підстилку (і під навісом скелі) різко відрізняється між сухим і дощовим сезонами.

### Клімат
Середньорічна кількість опадів в межах діапазону цього виду оцінюється в 2000–2500 мм, виражений сухий сезон відбувається з лютого по травень. Вологим місяцем є липень із середньомісячною кількістю в діапазоні 300–440 мм, а сухий місяць квітень з 50-70 мм. Температура коливається від 18°С до 31°С, при середньорічній температурі 25°C. Найхолоднішим місяцем є січень і теплим місяцем є травень.

### Природоохоронний статус
Площа ареалу оцінюється в 750 кв. км. Площа розміщення, яка включає в себе тільки ці карстові утворення, становить 300 кв. км. Ґрунтуючись на середній розрахунковій щільності населення 30 дорослих рослин на км², за оцінками загальна чисельність населення цього виду є 9000 рослин. Карстові пагорби, де цей вид зустрічається часто ізольовані і відокремлені невідповідними місцями проживання, такими як рівнинні ліси, рівнинні савани й сільськогосподарські райони. Крім того, цей вид зустрічається у вигляді окремих популяцій у тільки кілька рослин. Через свою обмежену площу житла, фрагментарний характер населення, а також загрози, викликані вогнем, гірничодобувною промисловістю, незаконними рубками, цей вид повинен бути занесений до Червоної книги зі статусом EN на основі критеріїв Червоного списку МСОП.